# Biblioteca Nacional (Montevideo)

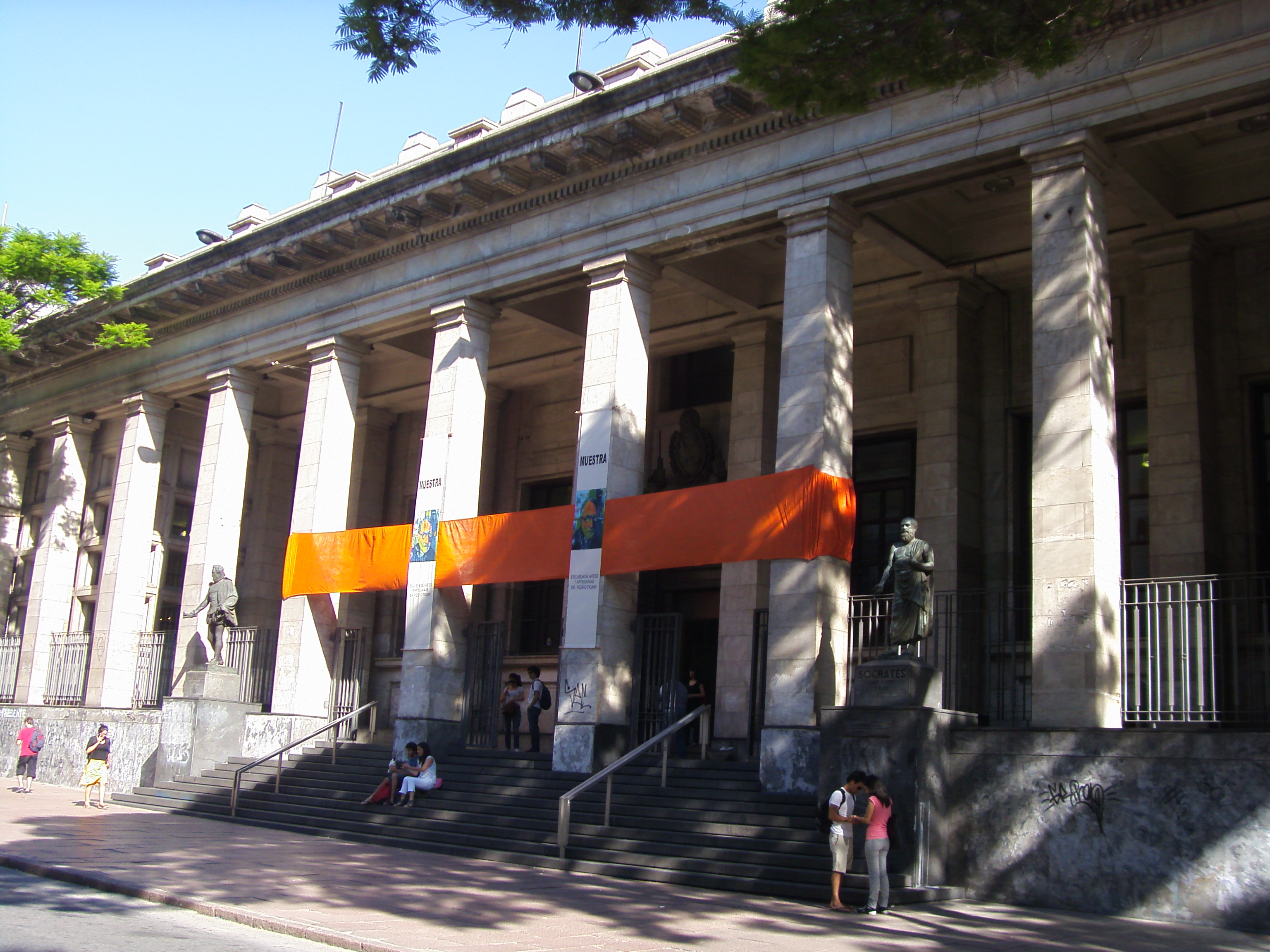
Biblioteca Nacional

Die Biblioteca Nacional (auf Deutsch: Nationalbibliothek) ist ein Bauwerk in der uruguayischen Landeshauptstadt Montevideo.
Das infolge eines 1937 zu seiner Errichtung durchgeführten Wettbewerbs erbaute Gebäude, dessen Grundsteinlegung auf dem bereits im Jahre 1926 erworbenen Grundstück am 26. Mai 1937 erfolgte, befindet sich im Barrio Cordón an der Avenida 18 de Julio 1790, Ecke Pje. Emilio Frugoni. Als Architekt zeichnete Luis Crespi verantwortlich. Die von Dámaso Antonio Larrañaga gegründete und am 26. Mai 1816 eröffnete Biblioteca Nacional de Uruguay (Uruguayische Nationalbibliothek), deren Sitz ursprünglich an der heutigen Plaza Zabala angesiedelt war, ist hier seit 1955 untergebracht. 1964 wurde sie an diesem Standort offiziell eröffnet. Das Gebäude ist architektonisch der Revolutionsarchitektur zuzuordnen und weist eine Grundfläche von 4000 m² auf.
Seit 1996 ist das Gebäude als Monumento Histórico Nacional klassifiziert.